# 孔繼濩

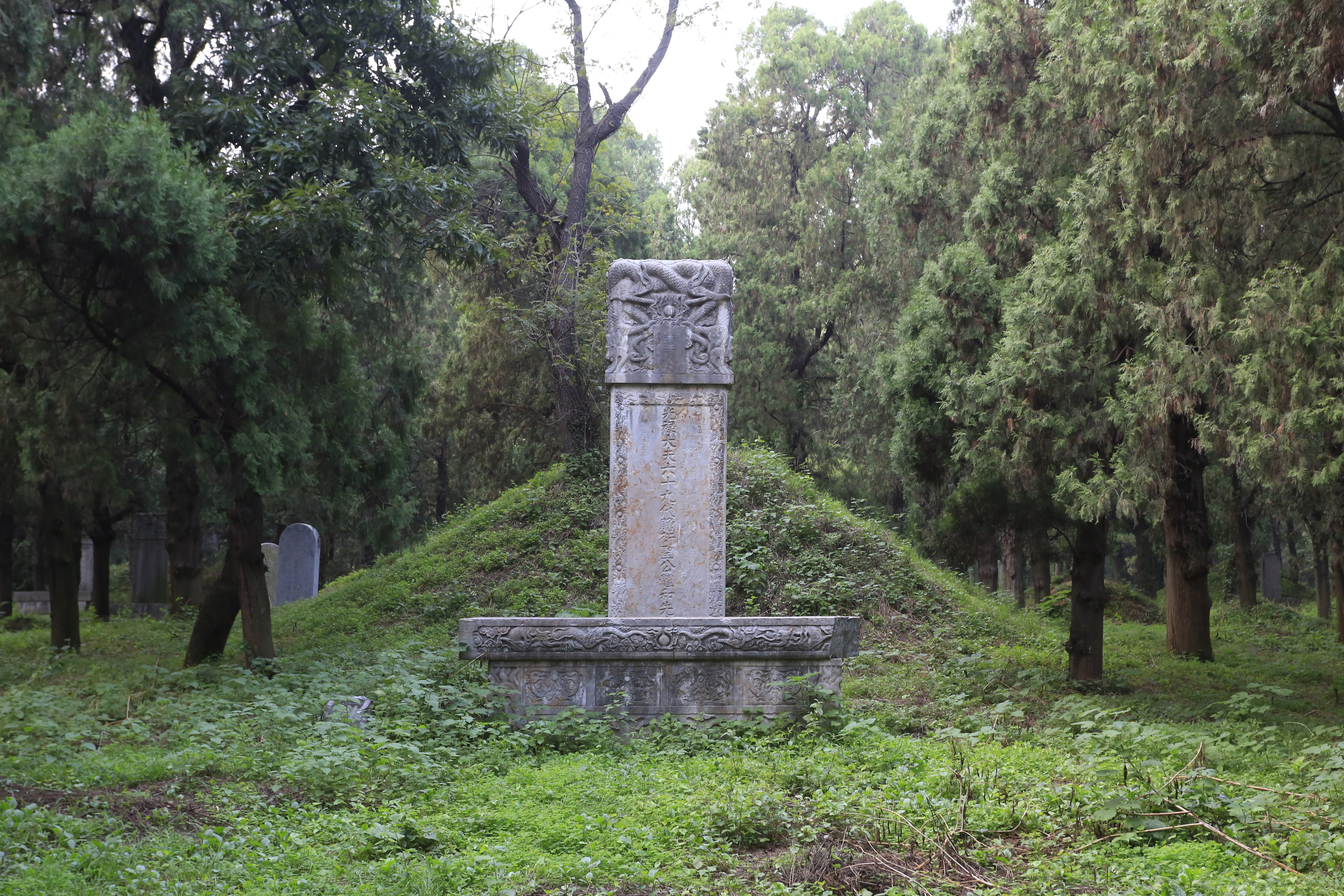
孔林内的孔繼濩墓

孔繼濩（1697年7月17日—1719年7月12日），字体和，號纯斋。孔子第六十九代嫡長孫，父為衍聖公孔傳鐸；有異母弟孔继汾、孔继涑等人。
出生於清圣祖康熙三十六年（1697年）五月廿九寅時。为人谦虚，喜好读书，诗集有《纯斋遗草》一卷。孔繼濩於康熙五十八年（1719年）五月廿五午時去世，得年僅二十三岁；诰赠光禄大夫。当时其父还在世，所以他没有袭封衍圣公。清世宗雍正九年（1731年）他的长子孔廣棨襲封衍聖公，雍正十三年（1735年），追封孔繼濩为衍圣公。

## 家庭
- 父：孔傳鐸（1674年—1735年），雍正七年（1723年）承襲衍聖公。
- 前母：王氏（1672年—1692年），宛平人，保和殿大學士兼禮部尚書王熙第四女、禮部尚書王崇簡孫女。[註 1]
- 母：李玉（1675年—1714年），孔傳鐸繼室，壽光人，刑部右侍郎李迥第六女。[註 2][1]:12-13
  - 妻：王氏（1692年—1752年）。宛平人，刑部郎中王克昌第三女、王熙孫女；誥封衍聖公太夫人。[註 3]乾隆三年（1738年），守寡近二十年的王氏获乾隆帝御筆匾額「冰霜劲节」[2]。
    - 長子：孔廣棨（1713年—1743年），雍正九年（1731年）承襲衍聖公。
    - 次子：孔廣柞（1719年—1776年），字京修、號省山，正一品廕生。有二子三女。[註 4][1]:世澤堂
    - 女：孔貞慧，嫁給鎮江府溧陽縣人史奕昂（太子太保文淵閣大學士兼吏部尚書史貽直次子）
    - 女：孔貞秀，嫁給浙江海寧縣人，候選州同陳克光（文淵閣大學士兼工部尚書陳世倌次子）

  - 二弟：孔繼溥（1703年—1767年），字體恆、號匏庵，襲翰林院五經博士；有一子一女。[註 5][1]:繩啟堂
  - 同母姐妹：孔淑靜，嫁給華亭人、候補主事王圖壽（武英殿大學士兼工部尚書王頊齡第六子）
- 後母：徐昭（1699年—1784年），浙江德清縣人，禮部侍郎銜翰林院侍讀徐倬孫女、工部尚書徐元正第三女。
  - 三弟：孔繼泂（1718年—1770年），字體之、號滄亭，廕生、誥授中憲大夫；有六子四女。[註 6][1]:崇本堂
  - 四弟：孔繼汾（1725年—1786年），字體儀、號止堂，乾隆丁卯科（1747年）舉人；內閣中書軍機處行走、戶部廣西司主事。有七子六女；次子是孔廣森。[1]:敦本堂
  - 五弟：孔繼涑（1726年—1791年），字體實、號信夫，乾隆戊子科（1768年）舉人，候補內閣中書。無子女，以孔繼汾第七子孔廣廉為嗣。[1]:於此堂
- 庶母：陳氏
  - 六弟：孔繼澍（1728年—1756年），字體霖、號咸霑，襲翰林院五經博士；有二子二女。[1]:克荷堂
- 庶姐妹：
  - 異母姐妹：孔淑瑜，嫁給候選光祿寺典簿王則曾（刑部郎中王克昌第九子）。
  - 異母姐妹：孔淑瓊，嫁給順天府大興縣人、山西寧武府知府薄岱福（翰林院侍讀學士薄有德次子）。
  - 異母姐妹：孔氏，嫁給汝寧府上蔡縣人、二品廕生程有為；他是吏部侍郎程元章次子。

## 附註
1. ↑  「夫人王氏，宛平人，禮部尚書崇簡孫女、保和殿大學士兼禮部尚書熙第四女。康熙十年十二月二十五日子時生，三十一年十月三十日丑時卒，年二十二。」
2. ↑  「繼配李氏，諱玉，壽光人，刑部右侍郎迥第六女。康熙十四年正月初一日午時生，五十三年九月二十七日丑時卒，年四十。徐氏，諱昭，德清人，禮部侍郎銜翰林院侍讀倬孫女、工部尚書元正第三女。康熙三十七年十二月初十日酉時生，乾隆四十九年七月十八日酉時卒，年八十七。子六：繼濩、繼溥，李夫人出；繼泂、繼汾、繼涑，徐夫人出；繼澍，庶出。女四：淑靜，適武英殿大學士兼兼工部尚書王頊齡第六子候補主事圖壽，李夫人出。淑瑜，適刑部郎中宛平王克昌第九子候選光祿寺典簿則曾；淑瓊，適翰林院侍讀大興薄有得次子山西寧武知府岱福。適吏部侍郎上蔡程元章次子二品廕生有為。竝庶出」
3. ↑  「夫人王氏，宛平人，刑部郎中王克昌第三女；誥封衍聖公太夫人。康熙三十一年九月十九日子時生，乾隆十六年十二月初六日戌時卒，年六十。子二：廣棨、廣柞。女二：貞慧，適太子太保文淵閣大學士兼吏部尚書溧陽史貽直次子三品卿銜奕昂。貞秀，文淵閣大學士兼工部尚書海寧陳世倌次子候選州同克光」
4. ↑  「廣柞，字京修、號省山，正一品廕生。康熙五十八年三月十五日生，乾隆四十一年三月初六日卒，年五十八。……子二：昭烜、昭煦。女三」
5. ↑  「繼溥，字體恆、號匏庵，襲翰林院五經博士。康熙四十二年十一月初七日生，乾隆三十二年二月初五日卒，年六十五」
6. ↑  「繼泂，字體之、號滄亭，廕生、直隸分巡大順廣兵備道，誥授中憲大夫。康熙五十七年五月二十六日生，乾隆三十五年閏五月二十四日卒，年五十三」